# Кузгун-Ахмерово
Кузгу́н-Ахме́рово (рос. Кузгун-Ахмерово, башк. Ҡоҙғон-Әхмәр) — присілок у складі Бєлорєцького району Башкортостану, Росія. Входить до складу Азікеєвської сільської ради.
Населення — 275 осіб (2010; 256 в 2002).
Національний склад:
- башкири — 99%

## Відомі особистості
В поселенні народився:
- Хамзін Галі Габбасович (1950—2009) — башкирський співак.